# Cochonnailles
Les cochonnailles sont une tradition culinaire liée aux fêtes de fin d'année, particulièrement répandue dans certaines régions de France et d'autres pays. Cette coutume consiste à préparer et consommer diverses préparations à base de porc durant la période de Noël et du Nouvel An.

## Origine et signification
La tradition des cochonnailles remonte à plusieurs siècles et trouve son origine dans les pratiques agricoles. Historiquement, l'abattage du cochon avait lieu en fin d'automne ou début d'hiver pour plusieurs raisons :
- Le froid facilitait la conservation de la viande
- Les cochons étaient à leur poids optimal après avoir été engraissés pendant l'été et l'automne
- La période coïncidait avec les fêtes de fin d'année, permettant de préparer des mets festifs

Pour de nombreuses familles, notamment rurales, les cochonnailles représentaient un moment important de l'année, parfois considéré "aussi important que Noël".

## Préparations culinaires
Les cochonnailles comprennent une grande variété de plats et charcuteries préparés à partir du cochon. Parmi les préparations traditionnelles, on trouve :
- Saucisses
- Boudin
- Pâté
- Jambon
- Lard fumé
- Feuilles de choux farcies (sarmale en Roumanie)
- Aspic

Une partie importante de la tradition consiste à ne rien gaspiller de l'animal. Presque toutes les parties du cochon sont utilisées, que ce soit pour la cuisine ou d'autres usages domestiques.

## Traditions régionales

### En France
Dans certaines régions françaises, notamment en Alsace, les cochonnailles restent une tradition vivace. Elles sont souvent associées à des repas conviviaux entre amis ou en famille durant la période hivernale.

### En Roumanie
En Roumanie, la tradition est particulièrement ancrée. Le cochon est traditionnellement abattu le 20 décembre, jour de la Saint Ignat. Les préparations qui en découlent constituent l'essentiel des plats servis lors des fêtes de Noël.

### Aux Antilles et en Guyane
Dans les départements français d'outre-mer, le cochon de Noël est une tradition plus récente, datant du 19ème siècle. Elle s'est néanmoins solidement implantée, avec des spécialités locales comme le cochon de Noël en Guyane ou le jambon de Noël antillais.

## Évolution et perspectives
Bien que toujours pratiquée, la tradition des cochonnailles tend à décliner dans certaines régions. Les changements dans les modes de vie, l'urbanisation, et l'évolution des pratiques alimentaires contribuent à cette tendance. Cependant, dans de nombreux endroits, les cochonnailles restent un moment fort des festivités de fin d'année, perpétuant une tradition culinaire et sociale séculaire.